# Потит
Потит је хришћански мученик и светитељ из 2. века. 
Родом је био са Сардиније. Претрпео је многе муке и од свога оца и од државних гонитеља хришћанства због вере у Исуса Христа. У хришћанској традицији помиње се да је исцелио и крстио цареву ћерку Агнију. После многих мука Потит је као тринаестогодишњи младић посечен мачем за време владавине цара Антонина Пија (138—161), средином другог века.
Српска православна црква слави га 1. јула по црквеном, а 14. јула по грегоријанском календару.